# Polypodium lepidopteris
Polypodium lepidopteris là một loài thực vật có mạch trong họ Polypodiaceae. Loài này được (Langsd. & Fisch.) Kunze miêu tả khoa học đầu tiên năm 1839.